# كيم بوريل
كيم بوريل (بالإنجليزية: Kim Burrell)‏ هي مغنية مؤلفة وملحنة أمريكية، ولدت في 26 أغسطس 1972 في هيوستن في الولايات المتحدة.

## وصلات خارجية
- الموقع الرسمي
- كيم بوريل على موقع IMDb (الإنجليزية)
- كيم بوريل على موقع ميوزك برينز (الإنجليزية)
- كيم بوريل على موقع ديسكوغز (الإنجليزية)